# برنوز
برنوز (به لاتین: Berneuse) یک کوه در سوئیس است که در کانتون وو واقع شده‌است. برنوز ۲٬۰۴۵ متر بالاتر از سطح دریا واقع شده‌است.